# TVXQ
TVXQ, acrónimo de Tong Vfang Xien Qi (Chino tradicional: 東方神起), y estilizado como TVXQ!, es un grupo musical masculino formado por SM Entertainment en 2003. En Corea del Sur se les conoce como Dong Bang Shin Ki (Coreano: 동방신기), abreviado a menudo por los aficionados internacionales como DBSK, y en Japón como Tohoshinki (Japonés: Tohoshinki (東方神起 Tōhōshinki?). Su nombre se traduce como "Los Dioses nacientes del Este". El grupo cuenta actualmente con dos miembros: U-Know Yunho y Max Changmin. Originalmente siendo un grupo de cinco miembros, Kim Jae-joong, Micky YooChun y Xiah Junsu dejaron el grupo en julio de 2009 tras presentar legalmente una demanda judicial en contra de SM Entertainment. Esto llevó a TVXQ cesar todas las actividades públicas y apariciones después de 2009. Tras una pausa que duró 2 años y 3 meses, TVXQ regresó en 2011 solamente con Yunho y Changmin.
TVXQ es una de las bandas más importantes de Asia y ha sido etiquetado como "Asia's Stars" (Estrellas de Asia) y "Kings of Korean Pop" (Reyes del pop coreano) por su gran éxito y las contribuciones al pop coreano. Desde su debut, TVXQ lanzó 7 álbumes en coreano, 7 álbumes en japonés, más de 20 sencillos en coreano y más de 40 sencillos en japonés. De acuerdo al Gaon Chart hasta marzo de 2012, TVXQ ha vendido más de 10 millones cien mil copias de álbumes, sencillos y DVD a lo largo de su carrera solo en Corea y Japón, excluyendo las ventas de otros países asiáticos e internacionales. TVXQ con Best Selection 2010 rompió varios récords al ser los primeros artistas masculinos extranjeros en pasar por la marca de las 700 000 copias vendidas en Japón. Tienen dos clubes de fanes oficiales en Corea y Japón, conocidos respectivamente como Cassiopeia y Bigeast, el primero en particular obtuvo un récord mundial Guinness en 2008 por su tamaño y se dice que es uno de los mayores clubes de fanes del mundo con 1 millón y medio de fanes en Asia y en 5 millones y medio en todo el mundo.

## Historia
- El primer integrante en pasar la audición, en la que los participantes fueron divididos en varios grupos para afinar su talento, fue Kim Junsu (Xiah Junsu). A Junsu le gustaba cantar en la Iglesia de su ciudad, apenas a sus 12 años fue elegido como ganador en un concurso de talento de televisión del cual eran jueces: Moon Hee Jun y Kangta de H.O.T. Junsu ganó la oportunidad de perfeccionar su talento por los siguientes seis años, hasta que por fin, debutó con el nombre de Xiah Junsu. Xiah fue el nombre artístico que escogió dado que es una abreviación de Asia,'Sia' pronunciada en inglés; lo cual representaba su deseo de conquistar todo el continente.

- El segundo en añadirse fue Jung Yunho (U-Know Yunho), quien aseguró su lugar al obtener el primer lugar en una competencia de baile. Antes de este hecho, Yunho fue bailarín y rapero de apoyo para la cantante Dana (compañera de agencia) en su video 'Diamond'. Su nombre artístico es U-Know, ya que si dices rápido Yunho se escucha como "Tú Sabes" en inglés.

- Kim Jaejoong (Hero Jaejoong) fue el tercero en integrarse a las filas del grupo. Jaejoong dejó su hogar en Chungnam para dirigirse a Seúl y buscar suerte en la carrera que deseaba seguir. Sin embargo, antes de lograr sus propósitos, sufrió hambre y pobreza, hasta el día que logró asistir a la audición de SM Entertainment, donde fue escogido de entre 5000 muchachos. Su nombre artístico es YoungWoong, el cual le fue dado por una adivinadora del futuro varios años atrás, este significa "Héroe" por lo que su nombre internacional es Hero (héroe en inglés). A la vez este, reluce su deseo de ser el 'héroe' de la música coreana.

- Shim Changmin (Max Changmin) había sido agrupado con los participantes de menor edad en la audición. En un principio los jueces, aunque impresionados por su voz, dudaban en adjuntar a Changmin a TVXQ, la razón era que debido a su edad, no le iba a hacer fácil integrarse a los otros miembros. Al final, pudo más su talento que sus años y debutó bajo el nombre artístico de Choikang, palabra que significa "el mejor" en coreano y cuya contraparte en nombres occidentales es Max, el cual es su nombre artístico internacional.

Estos cuatro integrantes comenzaron a darle voz y forma al grupo, asistiendo a los primeros ensayos y prácticas, tanto en canto como baile. Pero SM Entertainment no había pensando en un grupo de cuatro sino de cinco, por lo que seis meses después, Park Yoochun completó la idea.
- Park Yoochun (Micky YooChun) había vivido los cuatro últimos años en Virginia, Estados Unidos, donde ganó un concurso de talento, lo cual lo hizo parte de TVXQ. Su nombre artístico es Micky, el cual además de ser el nombre que usaba en EE. UU., significa "arma oculta". Yoochun lo escogió porque deseaba ser el arma oculta de DBSK.

### 2003-2005: Debut,Tri-angleyRising Sun
Antes de su debut, el grupo ofreció tres nombres tentativos: O Jang Yukbu (오장육부 lit. Las Cinco Vísceras), Jeonseoleul Meokgo Saneun Gorae (전설을 먹고 사는 고래 lit. Una ballena que se alimenta de leyendas), y Dong Bang Bul Pae (동방불패, el título coreano de Invencible del Este). Se decidieron por Dong Bang Bul Pae, sin embargo el nombre fue rechazado porque el hanja no era estéticamente agradable, y el nombre fue cambiado a Dong Bang Shin Gi, que fue sugerido por Lee Soo Man.
TVXQ debutó el 26 de diciembre de 2003 durante un especial de Navidad que protagonizaron BoA y Britney Spears. Esa noche cantaron su primer sencillo "Hug" (Abrazo) y una versión A capela de "Oh Holy Night" al lado de su compañera de agencia, BoA.
Antes que su primer disco saliera a la venta, lanzaron dos sencillos por separado. El grupo sorprendió a todo Corea del Sur ya que lograron llegar al Número 1 de las listas de popularidad a tan solo tres meses de su debut.
Como preparación para su primer álbum, el grupo grabó la canción y el video de "Tri-Angle" al lado de BoA y The Trax. SM Entertainment aprovechó la popularidad de BoA en Japón y la de Trax en el lado oscuro de la música para promover al nuevo grupo.

### Segundo Disco

#### Cruzando Fronteras
Antes y después de su primer álbum, TVXQ lanzó varios sencillos en China y en Japón. La aceptación del grupo en ambos países fue tal que SM Entertainment pensó en agregar un miembro chino, sin embargo, el club de fanes oficial "Cassiopeia", llamado así porque en la constelación existen solamente cinco estrellas, protestó de manera rotunda.
Cuando el segundo disco fue lanzado simultáneamente en varios países de Asia, el primer sencillo "Rising Sun" estuvo en primer lugar en listas de Corea, China, Taiwán y Singapur, aun cuando sus actividades de promoción fueron limitadas ya que Jaejoong se lastimó la pierna derecha durante un ensayo y las coreografías tuvieron que ser seriamente afectadas. En varias ocasiones, un bailarín enmascarado se presentó como miembro temporal en las presentaciones con baile mientras Jaejoong asistía en muletas o silla de ruedas.
Varias marcas internacionales han tenido a TVXQ como su imagen publicitaria, haciendo que el grupo aparezca en comerciales, anuncios impresos y gráficos, promocionales, etc. en prácticamente todo el continente.
Después la conquista se dirigió a Malasia y Tailandia, donde nunca antes habían ofrecido conciertos. En Tailandia, su primer recital fue en el Impact Arena, uno de los estadios más grandes para ofrecer este tipo de eventos.

### Logros Internacionales
Su séptimo sencillo en japonés "Sky", llegó al número tres en las listas Oricon, lo que muy pocos artistas no japoneses logran. Después, con los sencillos "Begin" y "Fighting Spirit of the East" llegaron al número uno tanto en Corea como en Malasia.
Finalmente, con su sencillo "Purple Line", lograron por primera vez el lugar número 1 en el Oricon Chart. Después de eso, sus siguientes sencillos lograron también alcanzar el número 1 en Japón, convirtiéndose en los primeros artistas extranjeros en alcanzar ese puesto por seis veces consecutivas, Tohoshinki, como son llamados en Japón, son considerados el artista extranjero más famoso en Japón y con más récords rotos. También son conocidos como los representantes de Asia en todo el mundo.
En el programa de radio "988" de Malasia, el grupo alcanzó los 4.2 millones de audiencia.
De manera no oficial, TVXQ tiene seguidores en Europa, en España y Francia principalmente; América, en Perú, Bolivia, Brasil, México, Puerto Rico, Chile, Argentina, Panamá, Paraguay, Colombia, Ecuador, Venezuela, Honduras, República Dominicana y Estados Unidos principalmente, donde las fanes se reúnen de igual forma que en Asia y esperan la llegada oficial de la agrupación a sus continentes.

### Tercer Disco

#### Tesis, Antítesis, Síntesis
El grupo regresó a Corea en agosto para preparar el lanzamiento de su tercer disco: 'O'-正.反.合 ('O'- Tesis, Antítesis, Síntesis), el cual vio la luz el 29 de septiembre de 2006 simultáneamente en Corea del Sur, Taiwán, Tailandia, Malasia, Indonesia, Singapur y China. Al mes ya tenían reconocimiento por 100,000 copias vendidas.
Al siguiente noviembre, el grupo lanzó su octavo sencillo en japonés "Miss You", casi a la par del video del segundo sencillo del disco en coreano "Balloons", con una imagen contrastante con el primer sencillo y el cual tiene un toque muy animado al hablar de los deseos que se tienen cuando uno es niño.

## Filmografía

### Banjun Theater
Su primera aparición como actores fue a finales del 2005 y principios del 2006, en su primera miniserie llamada Banjun Theater, la cual fue transmitida en la cadena de televisión SBS. Esta serie contiene 9 episodios.
El primero de ellos, llamado entre las fanes "The King and the Clown", haciendo alusión a la famosa película coreana Wang-ui Namja (El hombre del Rey, 2005), en realidad no fue un episodio sino la actuación que marcaba el inicio del Banjun Theater. En ella, cada uno de los integrantes tenía un papel de la película y debían hacer una escena de manera continua.
- "Tokyo Holiday" (Vacaciones en Tokio), fue realmente grabado en Tokio y trata de Yunho perdiéndose en la inmensa ciudad japonesa al lado de una guía de turistas que aparentemente lo detesta.

- "First Love 1 y 2" (Primer Amor) Una estudiante nueva llega al Instituto donde estudian Yunho y Yoochun, a ambos les gusta y comienzan a pelear por ella, cada quien a su modo: Yunho es el chico popular y rudo, mientras Yoochun el tranquilo y amable, pero no por eso menos popular. En esta historia Yunho torna a ser dominante y termina prácticamente obligando a la chica a ser su novia, mientras que Yoochun pelea limpiamente por ella. El final de este Banjun es muy inesperado

- "The Masked Fencer" (El Defensor Enmascarado), Está ambientado en el año 1500 aproximadamente, Yoochun es el fiel sirviente del Señor Yunho, quien tiene una prometida, la cual ama a su sirviente.

- "Dangerous Love" (Amor Peligroso), Durante el transcurso de la historia se da a entender que Yunho se siente atraído hacia Jaejoong, a quien busca y crea situaciones bastante cómicas. La desaparición de Changmin y Junsu, quienes sufren un accidente después de haber escapado una noche para jugar Futbol y ahí son secuestrados por una fan obsesiva. Por otro lado está Yoochun quien parece ser el único que sufre por la desaparición de sus amigos, sin notar apenas el sufrimiento de Jaejoong y lo que cree es el acoso de Yunho

- "Finding Lost Time"(Buscando el Tiempo Perdido), Yoochun es visitado por un fantasma de su pasado a la vez que recupera una amistad perdida.

- "Uninvited Guest" (Invitado sin Invitación), alguien está tramando un complot contra TVXQ, causando una serie de extraños sucesos, los cinco chicos deben encontrar al culpable antes que haga más daño.

- "The Most Unforgettable Girl in My Life" (La Chica Inolvidable en mi Vida), Yunho sale en una cita a ciegas el día de San Valentín mientras los 4 miembros restantes en el total aburrimiento cuentan sobre las chicas más inolvidables con las que han salido

### Vacation
Segunda miniserie que consiste en cuatro episodios. Vacation solo fue exhibida en la Universidad de Yonsei del 7 de julio al 8 de agosto de 2006. La línea dramática de esta historia es que los cinco integrantes después de un momento de presión y fastidio son enviados de vacaciones por dos semanas. Los episodios son:
- "Cassiopeia" - Yunho se encuentra con una fan que le ha estado enviando cartas desde hace bastante tiempo contándole que está muy enferma... pero las apariencias engañan.

- "Beautiful Life" (Vida Hermosa) - Max Changmin y Xiah Junsu deciden irse a un lugar apartado y tranquilo, pero los sucesos que allí los esperan pueden cambiar sus vidas.

- "The Way You Are" (Como tú eres) - Hero Jaejoong es confundido con alguien que es en apariencia idéntico a él, quien estafó a su jefe y es perseguido por sus secuaces. Jaejoong está seguro de que sólo se parecen en el físico por todo lo que cuentan de él.

- "Eternal" (Eterno) - Micky YooChun despierta en un extraño y a la vez conocido lugar, todo va bien, hasta que descubre que viajó al pasado y tiene una dolorosa misión que cumplir consigo mismo.

### Dating on Earth
Este drama fue filmado en el 2007, pero se desconocía la fecha de estreno.
Después de casi 2 años de haber terminado el rodaje, poco después apareció ésta noticia:
"A causa de que en esta 'película', Micky Yoochun sale besando a una chica varias veces, muchas fanes Coreanas se pusieron en contra del estreno de 'Dating On Earth' y la discográfica de TVXQ; SM Entertainment, no tuvo más remedio que posponerlo. Así es como se explica que, durante casi 2 años no la hayan estrenado. Finalmente, el 30 de diciembre de 2009, SM Entertainment decidió estrenar la película en DVD en conjunto con el '3rd Asia Tour Mirotic Concert in Seoul'.

### I AM.
Película biográfica sobre el SMTOWN realizado en el Madison Square Garden de Nueva York en el 2011. En ella aparecen Changmin y Yunho (actuales miembros de TVXQ) narrando varias experiencias y emociones dentro de sus carreras y a nivel personal

### Programas de variedades
| Año  | Programa             | Notas  |
| ---- | -------------------- | ------ |
| 2018 | I Can See Your Voice | Ep. #9 |

## Pausa y separación
Tras la demanda de los tres miembros del grupo, hacia el 3 de abril de 2010 finalmente se anunció la decisión final de cesar todas sus actividades como Tohoshinki en Japón.
Avex, anunció el 15 de abril, que contrataría a los tres exmiembros de TVXQ para formar un trío que trabajara en Japón bajo el nombre de JYJ. Con esto Junsu, Yoochun y Jaejoong seguirían su carrera, presentándose ante el público Japonés en forma de trío hacia el mes de junio del 2010.
Ante esta decisión SM presentó una demanda en contra de dicha agencia por 2200 millones de Won por los daños que la conformación de este trío podría causar a la imagen de TVXQ, pero Avex respondió a esto diciendo que no había conflicto legal, pues en la situación actual les era permitido hacer un contrato, pero que de todas maneras ya prevenían esta decisión y prepararían una compensación para dicha agencia. 
Actualmente SM Entertainment y Avex Group tienen nuevamente una relación de trabajo, siendo esta última la agencia de gestión de TVXQ en Japón (mejor conocidos como Tohoshinki)

## Vuelta a los escenarios
En 2011, los dos miembros actuales del grupo, Jung Yunho y Shim Changmin, regresaron a los escenarios como TVXQ. Su 5.º álbum ‘Why (Keep Your Head Down’) vendió 230,922 mil copias del 1 de enero al 30 de junio de dicho año. La versión Repackaged de ‘Why (Before u Go’) vendió 55,243 copias ese año.
TVXQ encabezó el Oricon Weekly Singles Chart 9 veces con el lanzamiento de su sencillo "Keep Your Head Down" de su álbum del mismo nombre en Japón, ampliando su récord de más sencillos #1 por un artista extranjero. Es la segunda vez desde que Oricon inauguró la lista de las ventas de sencillos en 1968 que un sencillo de un artista extranjero vendiera más de 200 000 copias en la primera semana. La primera vez ocurrió en 2009, cuando TVXQ vendió 256 000 unidades con su sencillo "Break Out".
En 2011, Keep Your Head Down alcanzó el puesto número 1 en el Gaon Chart dos semanas después de su lanzamiento. Su álbum de larga duración en japonés TONE fue lanzado el 28 de septiembre de 2011, vendiendo 205 000 copias en su primera semana y alcanzado el primer puesto en la lista diaria, semanal y mensual del Oricon Chart. Esta es la primera vez en la historia de la banda TVXQ que han alcanzado un número uno en las 3 listas Oricon.
El 14 de marzo de 2012, Tohoshinki lanzó su nuevo sencillo "Still". Este sencillo alcanzó ventas de 84,029 copias en el primer día de ventas y ganó la posición #1 en las listas Oricon Daily. Fue certificado como oro por la Asociación de la Industria de Grabación de Japón en el mes de marzo (Una certificación de oro requiere ventas acumulativas de más de 100.000 copias).
Tohoshinki concluyó con éxito su "Live Tour 2012- Tone" el 23 de abril. En total, la gira tuvo una asistencia de más de 550 000 aficionados después de la inauguración en enero en Yokohama, y llegando a su fin en Osaka. Ningún otro artista K-pop ha congregado a tantos fanes en una gira y es una hazaña fenomenal, incluso para los mejores artistas japoneses. La agencia de TVXQ, SM Entertainment, señaló:
“En total 550.000 fans estuvieron presentes en las 26 presentaciones, siendo el número más grande de personas, que un artista coreano y un artista internacional, ha atraído para una gira de conciertos en Japón. Las ventas totales para esta gira si se combina la venta de entradas, el merchandise y otras cosas, se estima alrededor de 90.000.000 USD.”
El 25 de septiembre se anunció que TVXQ serían los representantes de Corea del Sur en la primera edición del Festival de la Canción de la UAR o en inglés ABU TV Song festival, que tendría lugar en el KBS Concert Hall Seoul el 14 de octubre de 2012 en Seúl.
Desde su regreso en 2011, TVXQ ha vendido más de 4 millones de copias en ventas de álbumes Coreanos y Japoneses; sencillos Japoneses y DVD en ambos países.

## Miembros
Actuales
- U-Know Yunho
- Max Changmin

Exintegrantes
- Hero Jae-joong
- Micky YooChun
- Xiah Junsu

## Discografía
| Álbumes de estudio de Corea - Tri-Angle (2004) - Rising Sun (2005) - "O"-Jung.Ban.Hap. (2006) - Mirotic (2008) - Keep Your Head Down (2011) - Catch Me (2012) - Tense (2014) - New Chapter 1: The Chance of Love (2018) Álbumes de Especiales Coreanos - The Christmas Gift from 東方神起! (2004) - Rise As Good (2015) - New Chapter 2: The Truth of Love (2018) | Álbumes de estudio japonés - Heart, Mind and Soul (2006) - Five in the Black (2007) - T (2008) - The Secret Code (2009) - Tone (2011) - Time (2013) - Tree (2014) - With (2014) - Tomorrow (2018) Álbumes de Especiales Japoneses - Best Selection (2010) - Complete Single A-Side Collection (2010) - Single B-Side Collection (2010) - Fine Collection: Begin Again (2017) |

## Anime
| Año/s     | Canción          | Anime     | Opening/Ending | Episodios | N.º | Tipo  | Álbum               | Romajī          | Japonés            |
| --------- | ---------------- | --------- | -------------- | --------- | --- | ----- | ------------------- | --------------- | ------------------ |
| 2006      | Asu Wa Kuru Kara | One Piece | Ending         |           |     | Anime | Sencillo            | Asu wa kurukara | 明日は來るから     |
| 2009      | Share the World  | One Piece | Opening        | 395-425   | 11  | Anime | Best Selection 2010 | Shā da warudo   | シャー・ザ・ワルド |
| 2008-2009 | We are           | One Piece | Opening        | 373-394   | 10  | Anime | Best Selection 2010 | Wī ā            | ウィーアー!        |

## Publicaciones
- The Prince in Prague, Aimhigh Global (9 de diciembre de 2006) ISBN 89-958968-1-7
- Bonjour Paris, S.M. Entertainment (24 de noviembre de 2007) Unknown ID 8809049752800
- TVXQ Off Stage + Singles, The Book Company (22 de diciembre de 2008) Unknown ID 2239010700008
- Tohoshinki: El Sol, Gentosha (29 de octubre de 2011) ISBN 978-4-344-02077-1, ISBN 4-344-02077-4